# North Eastern Railway

La North Eastern Railway (Chemin de fer du Nord-est, NER) était une société de chemin de fer du Royaume-Uni, qui a existé de 1854 à 1922, puis est devenue une partie de la London and North Eastern Railway.

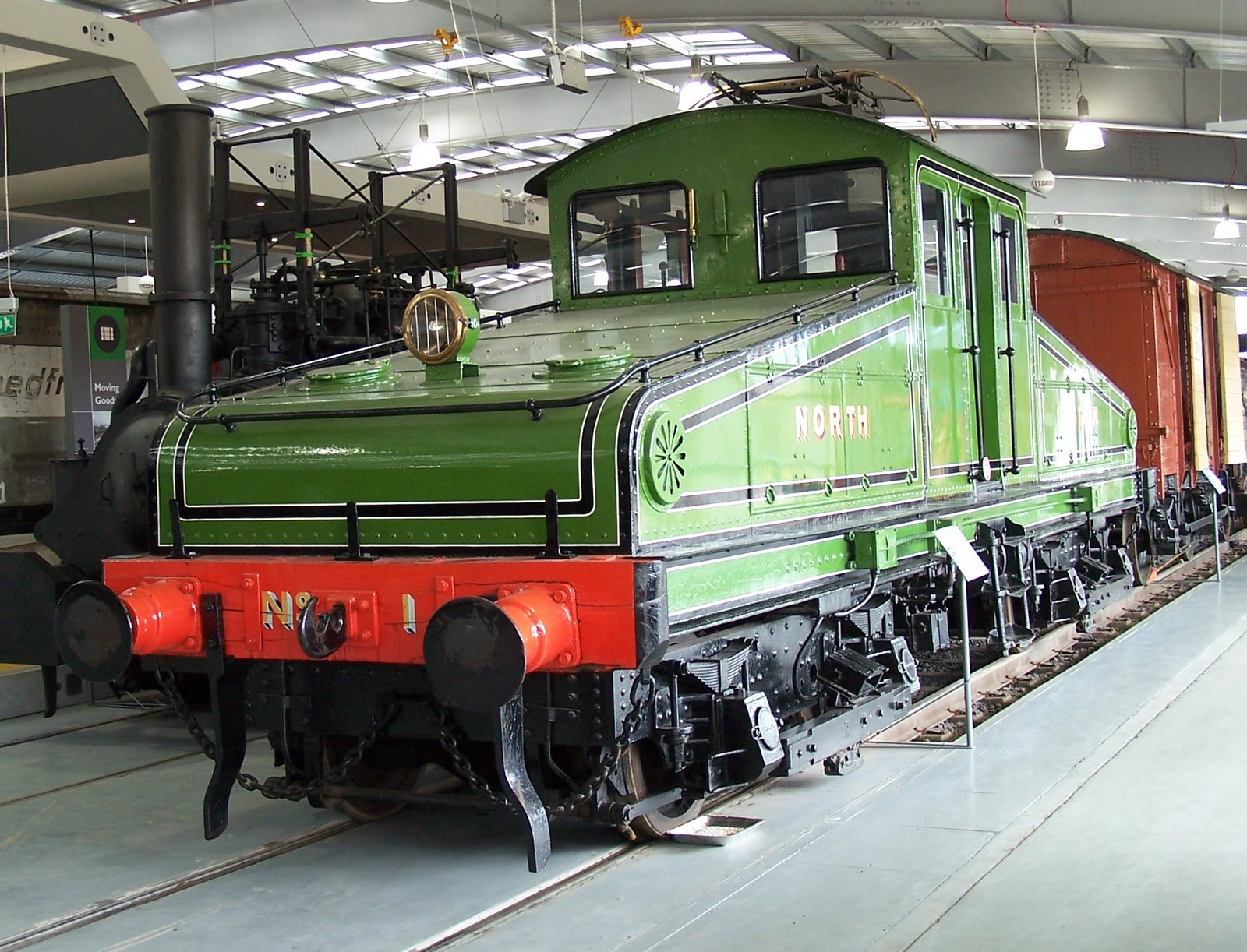
NER No.1, La musee de Locomotion, Shildon, Royaume-Uni